# 李昌憲
李昌憲 （1954年—），出生在台南南化，台灣詩人，為笠詩社成員，長期編輯笠詩刊。其在1970年代曾經加入森林詩社、綠地詩社；1979年與向陽等人創立《陽光小集》，1984年6月該詩刊因故停刊，停刊以後加入笠詩社。1980年多發表以加工出口區人事物為題材的詩作，隔年6月出版其第一本詩集《加工區詩抄》，該詩集榮獲1982年的笠詩獎。之後著有《生態集》、《生產線上》、《仰觀星空》、《從青春到白髮》、《李昌憲詩集》、《美麗的視界》等詩集。部份詩作被選入國內的年度詩選、國內外的詩選集。。

## 資料來源及註解
1. ↑  國立台灣文學館/編著，《遇見台灣詩人一百：一百位詩人簡介》，2011年「遇見台灣詩人一百」展覽的小冊子，頁64。
2. ↑  江自得、曾貴海、鄭炯明、利玉芳、莫渝、林鷺/編，《2013年台灣現代詩選》，春暉出版社，2014年4月初版，頁109。